# Triliardo
Il triliardo è il numero naturale che, nel sistema di denominazione chiamato scala lunga, equivale a mille miliardi di miliardi (1 000 × 1 000 0003 = 1 000 000 000 000 000 000 000 = 1021), segue 1 000 000 000 000 000 000 000 e precede 1 000 000 000 000 000 000 000. Nel Sistema Internazionale, il prefisso per il triliardo è zetta, il cui simbolo è Z.
L'ordinale corrispondente è triliardesimo.
Negli Stati Uniti e nel mondo anglosassone in genere, dove viene usato il sistema di denominazione chiamato scala corta, equivale al "Sextillion", ossia 1000 trilioni (1000×1018 = 1021).